# 拉咪乡
拉咪乡，是中华人民共和国四川省凉山彝族自治州雷波县下辖的一个乡镇级行政单位。

## 行政区划
拉咪乡下辖以下地区：
嘎千村、模尔村、那木里口村、思嘎普村和阿合哈洛村。